# Tîșkivka, Novomîrhorod
Tîșkivka (în ucraineană Тишківка) este o comună în raionul Novomîrhorod, regiunea Kirovohrad, Ucraina, formată numai din satul de reședință.

## Demografie
Componența lingvistică a comunei Tîșkivka
     Ucraineană (96,64%)
     Rusă (3,36%)
Conform recensământului din 2001, majoritatea populației comunei Tîșkivka era vorbitoare de ucraineană (96,64%), existând în minoritate și vorbitori de rusă (3,36%).